# Garland E. Allen

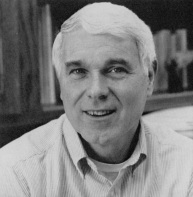
Garland Allen

Garland Edward Allen III., genannt Gar Allen,  (* 13. Februar 1936 in Louisville, Kentucky; † 10. Februar 2023) war ein US-amerikanischer Wissenschaftshistoriker der Biologie.

## Leben
Gar Allen studierte an der University of Louisville mit dem Bachelor-Abschluss 1957 und wurde 1966 bei Ernst Mayr und Everett Mendelsohn an der Harvard University promoviert. Er war von 1965 bis 1968 Allston-Burr Senior Tutor und Instructor in Wissenschaftsgeschichte in Harvard. 1967 wurde er Assistant Professor und später Associate Professor an der Washington University, ab 1979 als Professor für Biologie.
Er war von 1985 bis 1993 Trustee und Vorsitzender der Historischen Kommission des Marine Biological Laboratory in Woods Hole (Massachusetts). Von 1981 bis 1981/82 war er Charles Warren Fellow und von 1989 bis 1991 war er Gastprofessor in Harvard.
Allen befasste sich mit der Biologiegeschichte zwischen dem Ende des 19. Jahrhunderts und der ersten Hälfte des 20. Jahrhunderts, insbesondere mit der Wissenschaftsgeschichte von Genetik, Embryologie und Evolution und deren Verbindungen zueinander. Er galt als führender Historiker der Eugenik-Bewegung, die ihm zufolge eine internationale Ideologie war, die sich in der Folge des Sozialdarwinismus entwickelte, und er warnte vor einer neuen solchen Welle im Zeitalter der Entschlüsselung des menschlichen Genoms. Von ihm stammt eine Biographie des führenden Genetikers Thomas Hunt Morgan und seinem Kreis von Schülern (Hermann Joseph Muller, Alfred Sturtevant, Calvin Bridges, Theodosius Dobzhansky). Er befasste sich auch mit dialektischem Materialismus in Hinblick auf die Biologie bei Charles Darwin und Karl Marx.
2011 wurde er Fellow der American Academy of Arts and Sciences. 2017 erhielt er die George-Sarton-Medaille.
Allen heiratete 1966 Larry Bennett und hinterließ zwei Töchter.

## Schriften
- mit Jeffrey J. W. Baker: Matter, energy, and life; an introduction for biology students, Addison-Wesley 1965
- mit Jeffrey J. W. Baker; The Study of Biology, Addison-Wesley 1967
- mit Jeffrey J. W. Baker: Hypothesis, prediction, and implication in biology, Addison-Wesley 1968
- Life Sciences in the 20th Century, Wiley 1975
- Thomas Hunt Morgan: The Man and his Science, Princeton UP 1978
- mit Jeffrey J. W. Baker: Scientific Process and Social Issues in Biology Education, Springer 2002
- Eugenics as an International Movement in: N. J. Smelser, P. B. Baltes (Hrsg.), International Encyclopedia of the Social & Behavioral Sciences, Pergamon 2002, 4882–4889.
- Modern Biological Determinism: The Violence Initiative, The Human Genome Project, and the New Eugenics, in: Michael Fortun, Everett Mendelsohn (Hrsg.), The Practices of Human Genetics,  Springer 1999,  S. 1–24
- als Herausgeber mit Roy MacLeod: Science, history, and social activism : a tribute to Everett Mendelsohn, Boston Studies in the History of Science 228, Springer 2001